# Ngoumou
Ngoumou è un comune del Camerun, capoluogo del dipartimento di Méfou e Akono nella regione del Centro.